# Májelégtelenség
A májelégtelenség lényege, hogy a máj képtelen betölteni az élettani funkcióit. A máj központi szerepet játszik az anyagcserében, számos toxikus anyag lebontásában, illetve különböző fehérjék termelésében, a funkciózavar következtében súlyos tünetek alakulnak ki. Időbeli lefolyását tekintve megkülönböztetnek akut és krónikus májelégtelenséget, előbbit gyakran valamilyen mérgezés váltja ki, utóbbi pedig hosszantartó betegség vagy tartós és jelentős alkoholfogyasztás következtében lép fel.